# De Rossius

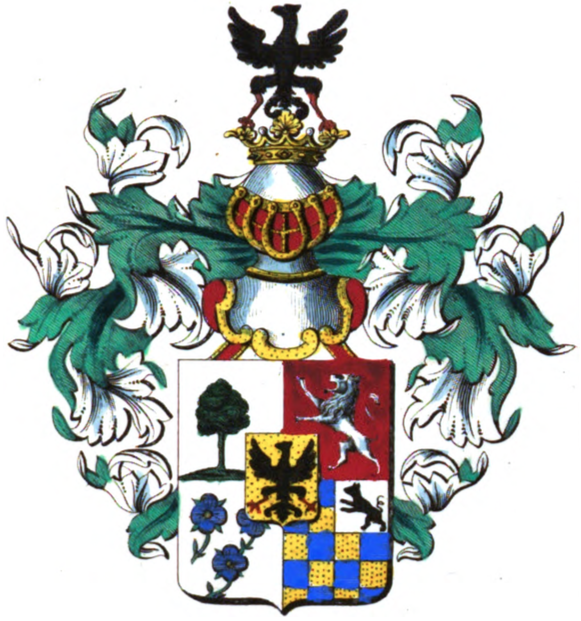
Wapen van de familie de Rossius

Wapen van de familie de Rossius d'Humain

De Rossius, ook De Rossius d'Humain, was een Zuid-Nederlandse adellijke familie.

## Geschiedenis
- In 1656 werd erfelijke adel bevestigd door keizer Ferdinand III, ten gunste van de gebroeders Pierre en Gilles de Rossius.
- In 1669 verleende keizer Leopold I de titel ridder van het Heilig Roomse Rijk aan Pierre de Rossius, burgemeester van Luik, overdraagbaar op alle afstammelingen (in de 18e eeuw uitgedoofde familietak).

## Genealogie
- Charles-Antoine de Rossius (1714-1774), × Marie-Jeanne Ledrou
  - Charles Pascal de Rossius (*1746), × Wilhelmine de Cleber
    - Charles-Octave de Rossius (zie hierna)
    - Joseph de Rossius (zie hierna)

  - Louis-Casimir de Rossius (1748-1801), × Françoise de Waepenaert
    - Charles-Abelard de Rossius (1789-1870), × Jeanne-Marie Orban (1806-1879)
      - Fernand de Rossius (1831-1885), × Antoinette de Robaulx (1834-1921)
        - Charles de Rossius d'Humain (zie hierna)
        - Robert de Rossius d'Humain (zie hierna)

## Charles-Octave de Rossius
Charles Octave Joseph Antoine de Rossius (Humain, 16 mei 1777 - Bergen, 24 november 1830), inspecteur van de douane in Menen, verkreeg in 1823, onder het Verenigd Koninkrijk der Nederlanden, rehabilitatie in de erfelijke adel. Hij bleef vrijgezel.

## Joseph de Rossius
- Joseph de Rossius (Trier, 29 januari 1779 - Evelette, 7 april 1860) verkreeg in 1823, onder het Verenigd Koninkrijk der Nederlanden eveneens rehabilitatie in de erfelijke adel. In 1858 werd hem de baronstitel toegekend, maar hij overleed alvorens de open brieven te kunnen lichten en derhalve verviel de benoeming. Hij trouwde in 1813 in Ohey met Caroline Jamar de Maillen (1798-1866). Ze kregen zes kinderen.
  - Adolphe de Rossius (1814-1878), trouwde in 1842 met Joséphine Montigny (1822-1913). Ze kregen vier kinderen.
    - Anne de Rossius (1844-1910), trouwde in 1873 met baron Edouard van Zuylen van Nyevelt (1831-1886), zoon van Jean-Jacques van Zuylen van Nyevelt, burgemeester van Brugge en lid van de Tweede Kamer.

  - Charles de Rossius (1823-1884), trouwde in 1847 in Modave met Élisa Lamarche (1827-1903), dochter van Gilles-Antoine Lamarche, burgemeester van Modave. Ze kregen een dochter. Hij was de laatste mannelijke naamdrager van deze familietak.

## Charles de Rossius d'Humain
- Charles Fernand Auguste Alfred de Rossius d'Humain (Luik, 13 november 1863 - 30 maart 1946) werd in 1896 erkend in de erfelijke adel en werd in 1922 baron, titel overdraagbaar bij eerstgeboorte. In 1903 kreeg hij vergunning om de Humain aan de familienaam toe te voegen, in herinnering aan een heerlijkheid die vroeger aan de familie toebehoorde. Hij trouwde in 1894 in Trooz met Hortense Dresse (1872-1953), dochter van Armand Dresse, industrieel. Ze kregen twee zoons.
  - Fernand de Rossius d'Humain (1896-1978), ingenieur, trouwde in 1928 in Elsene met Geneviève Wahis (1907-1995). Ze kregen twee zoons en twee dochters, met afstammelingen tot heden.
  - Pierre de Rossius d'Humain (1899-1963) trouwde in 1928 in Sint-Joost-ten-Node met Yvonne De Neck (1898-1971). Beiden waren actief in het Verzet tijdens de Tweede Wereldoorlog. Ze kregen een dochter, met afstammelingen tot heden.

## Robert de Rossius d'Humain
Robert Henri de Rossius d'Humain (Luik, 31 maart 1873 - 28 oktober 1944), doctor in de rechten, diplomaat, verkreeg op dezelfde data als zijn broer Charles adelserkenning en naamwijziging. Hij bleef vrijgezel.
De familie de Rossius d'Humain is in 2012 in de mannelijke lijn uitgedoofd bij de dood van baron Etienne de Rossius, zoon van Fernand (zie hierboven).